# Distriktsrabbinat Augsburg
Das Distriktsrabbinat Augsburg entstand 1862 in Augsburg, der Hauptstadt des Regierungsbezirks Schwaben in Bayern.
Nach der 1861 erfolgten Gründung der jüdischen Gemeinde Augsburg wurde 1862 das Distriktsrabbinat Kriegshaber nach Augsburg verlegt. Im Jahr 1870 wurde das Distriktsrabbinat Altenstadt aufgelöst und die zwei jüdischen Gemeinden wurden dem Distriktsrabbinat Augsburg unterstellt. 

## Aufgaben
Die Aufgaben umfassten Beratungen über Schulangelegenheiten, die Verwaltung von Stiftungen und die Verteilung von Almosen. Zur Finanzierung der Distriktsrabbinate wurden Umlagen von den einzelnen jüdischen Gemeinden bezahlt.

## Gemeinden des Distriktsrabbinats
- Jüdische Gemeinde Altenstadt (Iller) (bis 1869 beim  Distriktsrabbinat Altenstadt)
- Jüdische Gemeinde Augsburg
- Jüdische Gemeinde Fellheim (ab 1878)
- Jüdische Gemeinde Kriegshaber
- Jüdische Gemeinde Memmingen
- Jüdische Gemeinde Osterberg (bis 1869 beim  Distriktsrabbinat Altenstadt)
- Jüdische Gemeinde Pfersee
- Jüdische Gemeinde Steppach

## Distriktsrabbiner
- 1863 bis 1870: Jakob Heinrich Hirschfeld
- 1875 bis 1910: Heinrich Groß
- 1910 bis 1925: Richard Grünfeld
- 1925 bis 1939: Ernst Jacob